# Mike Nazaruk
Mike Nazaruk, ameriški dirkač Formule 1, * 2. oktober 1921, Newark, New Jersey, ZDA, † 1. maj 1955, Langhorne, Pensilvanija, ZDA.
Mike Nazaruk je pokojni ameriški dirkač, ki je med leti 1951 in 1954 sodeloval na ameriški dirki Indianapolis 500, ki je med letoma 1950 in 1960 štela tudi za prvenstvo Formule 1. Najboljši rezultat je dosegel na dirki leta 1951, ko je zasedel drugo mesto, leta 1954 pa je dosegel še peto mesto. Leta 1955 se je smrtno ponesrečil na dirki v Langhornu.